# Mini Pigs
Die Mini Pigs waren eine Band, die in der Fernsehserie Lindenstraße auftrat. 
Die Mitglieder der Mini Pigs waren „Benny Beimer“ (Christian Kahrmann, Schlagzeug), „Konni“ (Konrad Haas), „Dommi“ (Dominic Diaz) und „Zak“ (Jens Bernewitz). Während die letzten drei professionelle Musiker der Band Steinwolke waren, lernte Christian Kahrmann erst für diesen Teil seiner Rolle Schlagzeug.
Ihren ersten Auftritt hatten die Mini Pigs in einer Lindenstraße-Silvester-Folge im Restaurant Akropolis (Folge 109). 
Die Mini Pigs schafften es mit ihrem Lied Die Kuh in die Hitparade und erreichten am 5. Februar 1988 Platz 20 der deutschen Singlecharts. Sie verkauften 100.000 Singles und waren unter anderem auch in der Spielbude (ARD), der ARD-Musiksendung Formel Eins und in der ZDF-Hitparade zu sehen.

## Diskografie
Album
- 1988: Lindenstraße (Intercord)

Singles 
- 1987: Die Kuh / Sarah Maria (Intercord)

- 1988: Geburtstag / Heute gibt's was Gutes (Intercord)

- 1988: Klausi Beimer und Die Mini Pigs – Mama / Mama (Fernsehversion) (Intercord)

- 1990: Mein Papi fährt 'nen Trabbi / Endlich frei (Ariola)